# Königstor (Berlin)

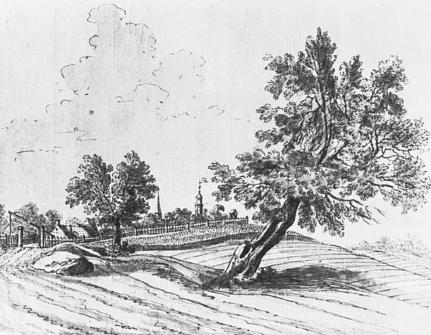
Das Bernauische Tor, um 1770

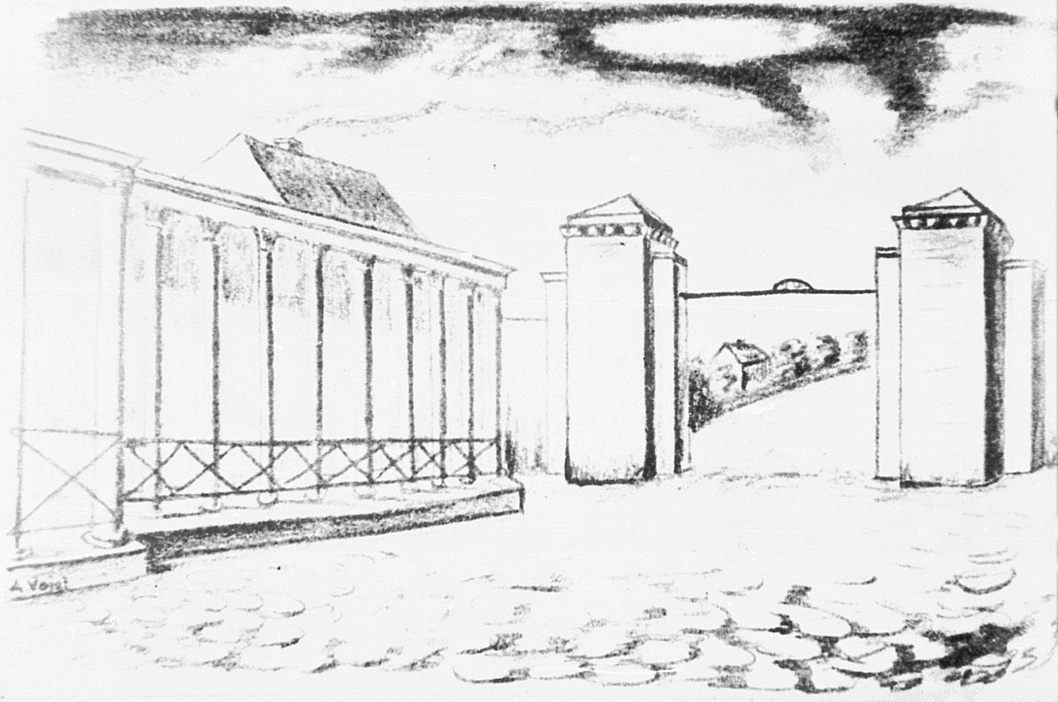
Das Königstor, 1809

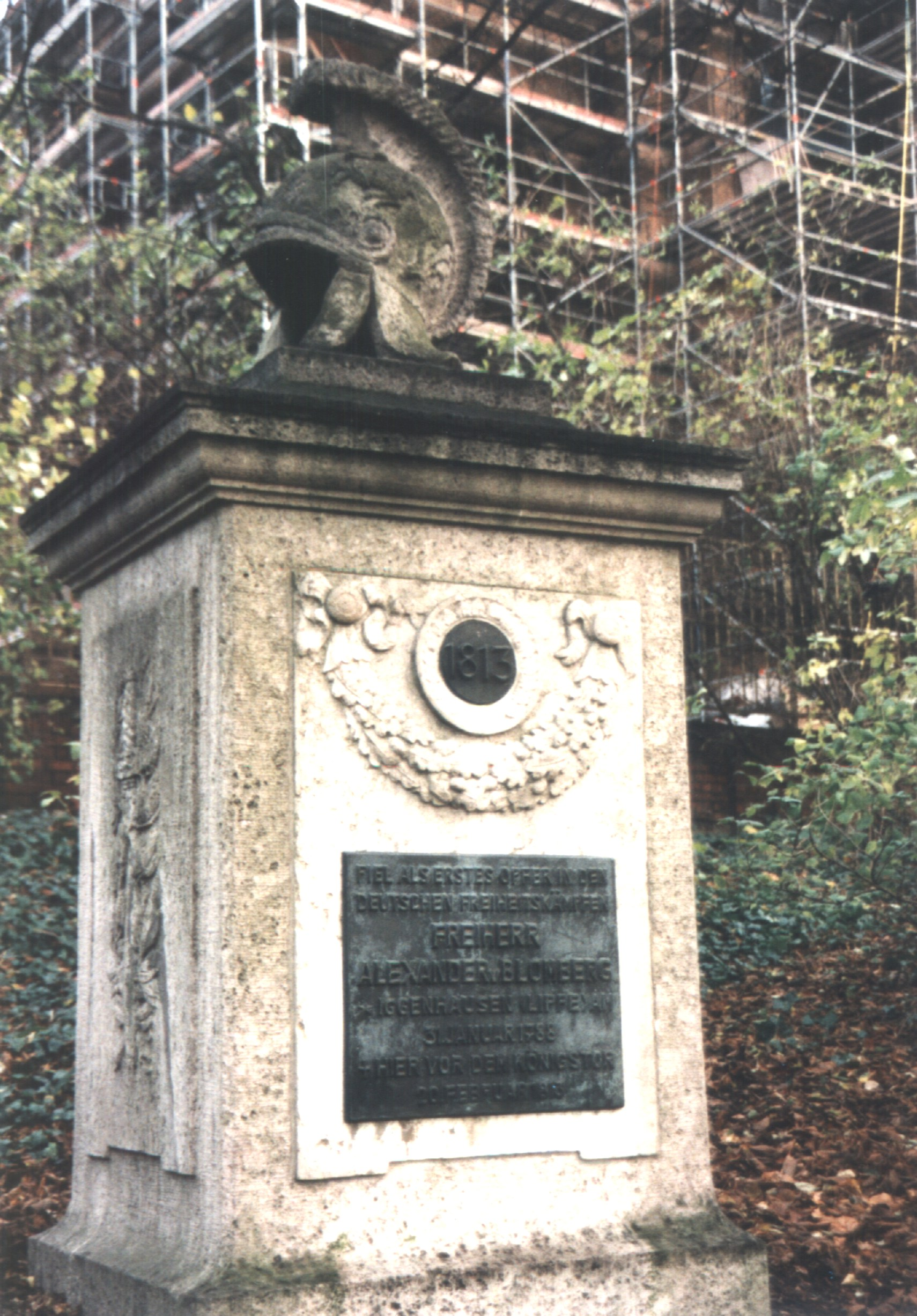
Denkmal für Alexander von Blomberg vor der Bartholomäuskirche am Königstor

Königstor ist eine traditionelle Ortsbezeichnung in Berlin. Sie geht zurück auf den Namen zweier Berliner Stadttore: am Anfang des 18. Jahrhunderts eines Tores in der Festungsanlage, der sogenannten „Fortifikation“, zu der die mittelalterliche Berliner Stadtmauer ausgebaut worden war, und im 19. Jahrhundert eines Tores der späteren Berliner Zollmauer. Der Ort liegt unweit des Portals zum Volkspark Friedrichshain und ist ein Knotenpunkt des Straßenverkehrs. 

## Das Königstor der alten Berliner Stadtmauer
Das nach Nordosten aus Berlin hinausführende mittelalterliche Stadttor hieß zunächst Oderberger Tor, später wurde es nach der vor den Toren der Stadt um die Georgenkirche entstehenden Georgenvorstadt Georgentor genannt. Es befand sich ungefähr an der Stelle des heutigen Alexanderplatzes und wurde ein Tor der Festung Berlin. Nachdem Friedrich I. 1701 nach seiner Krönung in Königsberg zum ersten König in Preußen durch dieses Tor feierlich in Berlin eingezogen war, wurde das Tor in Königstor, die Georgenvorstadt in Königsvorstadt und die Georgenstraße in Königstraße  umbenannt.
Da die Stadt über die Festungsanlage hinauswuchs, wurde in den Jahren von 1734 bis 1737 eine etwa 15 Kilometer lange neue Zoll- oder Akzisemauer errichtet, die nun auch die Berliner Vorstädte umschloss. Mit dem Abriss der in der zweiten Hälfte des 17. Jahrhunderts errichteten und nun störend gewordenen Stadtbefestigung wurde 1746 auch das Königstor abgetragen.

## Das Königstor der Berliner Zollmauer (Akzisemauer)
Das Tor der neuen Akzisemauer an der vom Alexanderplatz aus nach Nordosten verlaufenden Neuen Königstraße hieß im 18. Jahrhundert zuerst Bernauisches Thor oder Bernauer Thor, weil es am Beginn der über Weißensee nach Bernau führenden Bernauer Landstraße lag, etwa dort, wo sich heute die Straßen Otto-Braun-Straße, Prenzlauer Berg, Greifswalder Straße, Am Friedrichshain und Friedenstraße treffen, an der Grenze zwischen den Bezirken Friedrichshain-Kreuzberg und Pankow.
Am 23. Dezember 1809 kehrten der preußische König Friedrich Wilhelm III. und seine Frau Luise durch das Bernauer Tor von Königsberg in Ostpreußen, wohin sie vor Napoleon geflohen waren, nach Berlin zurück. Sie wurden hier vom gesamten Magistrat unter Führung des Oberbürgermeisters Carl Friedrich Leopold von Gerlach (1757–1813), den Stadtverordneten und der hohen Geistlichkeit Berlins empfangen. Anlässlich dieses Ereignisses wurden das Tor und die Bernauer Landstraße durch Kabinettsorder vom 10. April 1810 in Königstor beziehungsweise Neue Königsstraße umbenannt. Am 20. Februar 1813 fiel am Königstor Hauptmann Alexander von Blomberg im Dienste Russlands bei einem misslungenen Versuch, Berlin von der französischen Besetzung zu befreien.
Tor und Zollmauer wurden der weiter expandierenden Stadt mit der Zeit immer mehr zum Hindernis. Zwischen 1866 und 1869 wurden sie abgerissen. Nur das Brandenburger und das Potsdamer Tor blieben zur Zierde der Stadt erhalten.

## Der „Platz am Königstor“
Im Zeitraum zwischen 1910 und 1914 erhielt der Platz des vormaligen Tores die offizielle Widmung Platz am Königstor zusätzlich zum weiterhin gebräuchlichen Kurznamen Königstor. Seit dem 20. Februar 1913 erinnert dort ein Denkmal an Blombergs Tod. Zur Zeit der DDR als Erinnerung an die deutsch-russische Waffenbrüderschaft geschätzt, überlebte es, während die Bezeichnung seines Standortes seit 1975 nicht länger verwendet wurde. Der Name „Platz am Königstor“ dient seit 1991 erneut als Ortsbezeichnung. Sie kann nicht als postalische Anschrift verwendet werden, da zum Platz keine Grundstücke gehören.